# اتفاقية مراكش

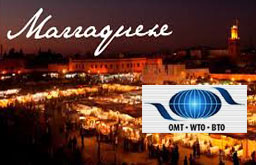

اتفاقية مراكش التي تجلى في إعلان مراكش كان اتفاق وقع في مدينة مراكش المغربية في 15 أبريل 1994 بمناسبة مرور 12 عام على جولة أوروغواي وإنشاء منظمة التجارة العالمية التي جائت رسميا إلى حيز الوجود في 1 يناير 1995.
الاتفاق خرج للوجود من الاتفاق العام بشأن التعريفات الجمركية والتجارة على أن تستكمل من قبل عدد من الاتفاقيات الأخرى بشأن القضايا بما في ذلك التجارة في الخدمات والتدابير الصحية والصحة النباتية والجوانب المتصلة بالتجارة من الملكية الفكرية والحواجز التقنية أمام التجارة. أنشأت أيضا وسيلة جديدة وأكثر كفاءة وملزمة قانونا لتسوية المنازعات. الاتفاقات المختلفة التي تشكل اتفاقية مراكش ككل لا يتجزأ. أي كيان يمكن أن يكون طرفا في أي اتفاق دون أن تكون طرفا في كل منهم.

## جولة اوروغواي
حدثت جولة الأوروغواي عام 1986، وهذه الجولة قامت بمعالجة العديد من الأمور التي لها علاقة بالتجارة الدولية، وبعد انتهاء أعمال جولة الأرغواي تم عقد مؤتمر وزاري في مدينة مراكش سنة 1994م.

## منظمة التجارة العالمية
أنشأت الدول الأعضاء في منظمة التجارة العالمية إطاراً مؤسسياً موحداً لاتفاقيات التجارة متعددة الأطراف التي كانت قد أُبرمت تحت رعاية الاتفاقية العامة للتعرفة والتجارة (الجات)، وجولة أوروغواي. وجُمعت هذه الاتفاقية في اتفاقية مراكش التي تأسّست بموجبها منظمة التجارة العالمية وباتت ملزمة لجميع الموقّعين عليها، وتشمل الاتفاقية ما يلي:
- الاتفاقية العامة للتعرفات والتجارة «الجات» لعام 1994م (التي تشمل الاتفاقية العامة للتعرفة والتجارة لعام 1947م، والتعديلات التي طرأت بالتفاهم بين الأطراف والاتفاقيات الملحقة للـ «الجات»)
- الاتفاقية العامة بشأن التجارة والخدمات؛
- اتفاقية حقوق الملكية الفكرية المتعلقة بالتجارة

تضمّنت اتفاقية مراكش أيضاً اتفاقيتين متعددتي الأطراف: الاتفاقية بشأن المشتريات الحكومية، واتفاقية التجارة في الطائرات المدنية. وهاتان الاتفاقيتان ملزمتان فقط للأطراف الموقعة عليهما.

## البنود المقررة في اتفاقية مراكش
- التعرفة الجمركية للسلع الصناعية: يتم تخفيضها لحد (5%) في الدول المتقدمة، وتم إعفائها بنسبة (40%) من كل الواردات من الرسوم، وفتحت الأسواق العالمية أمام منتجات صناعية وتقليل السعر بالنسبة للمستهلك.
- في مجال الملابس والمنسوجات: تم الاتفاق على الإلغاء التدريجي لنظام الحصص وخفض الدول النامية للتعرفة الجمركية على الواردات من الملابس والمنسوجات، وتوفير فرص أفضل للدول النامية لزيادة الصادرات من هذه المنتجات.
- في مجال السلع الزراعية: نص الاتفاق على تقليص الدعم للمنتجات الزراعية بما نسبته (20%)، وعلى خفض الصادرات المدعومة من الحكومة بنسبة (36%)، وفتح كل الأسواق أمام السلع من اليابان وكوريا الجنوبية بشكل تدريجي، بالإضافة إلى معاملة الدول النامية معاملة خاصة؛ بسبب ارتفاع أسعار المواد الغذائية المستوردة.
- إلغاء دعومات التصدير: إلغاء دعومات التصدير عن طريق فرض رسوم تعويضية مع تحديد نوع الدعم المسموح به قانونيًا، مع التدقيق على أنواع الإعلانات الممنوعة، وأعطيت الدول النامية فترة السماح لعلاج الوضع وتكيفها مع الظروف الجديدة.
- في مجال الخدمات: التي ترتبط بالأعمال المصرفية والتأمين والسياحة والاتصالات وغير ذلك؛ حيث تم وضع إطار عام لأنظمة التجارة دون أن يكون هناك تمييز والتفاوض بشأن تعزيز التجارة في قطاع الخدمات.
- مكافحة الإغراق: والإغراق هو التسعير للسلع المصدرة بأقل من الأسعار السائدة في السوق المحلي؛ أي بيع السلع بأقل من قيمتها الفعلية بالسوق الخارجي.
- في مجال حقوق الملكية الفكرية: أي حماية براءات الاختراع وحق التأليف والنشر والعلامة التجارية، وهذا من خلال وضع معايير دولية لهذا الهدف تحمي براءات الختراع لمدة 220 سنة وحقوق النشر والتأليف لمدة 50 سنة.[3]